# Museo Regional Patagónico Profesor Antonio Garcés
Museo Regional Patagónico Profesor Antonio Garcés o Museo Regional Patagónico es un espacio cultural ubicado en el centro de la ciudad de Comodoro Rivadavia, Chubut Argentina. El museo está dedicado a la paleontología, arqueología, ciencias naturales y culturas originarias.
Es considerado el primer museo de la ciudad y la Patagonia.

## Toponimia
Su nombre es un homenaje al profesor Antonio Garcés, quien donó 7000 piezas de gran valor patrimonial que recolectó durante 31 años en diversos puntos de la región Patagónica mientras trabajaba como maestro rural y que pertenecían a su colección privada. A cambio de la donación el profesional exigió el expreso pedido de que permaneciera en la ciudad y que fuera utilizada con fines didácticos y científicos. Estos elementos fueron conservados y puestos en valor en el posterior museo y pertenecen a áreas diversas como paleontología, arqueología, ciencias naturales y culturas originarias.

## Exposición
El Museo Profesor Antonio Garcés cuenta con exposiciones de Paleontología, Arqueología, Ciencias Naturales y Culturas Originarias. Esta última temática cuenta con una muy buena recepción por parte del público, por la amplia colección fotográfica y de objetos de las comunidades Aonikenk y Mapuche, y de los pobladores pioneros de la ciudad. Junto con la sección de arqueología exponen aspectos históricos de la ciudad con una importante colección de fotografías históricas y objetos relacionados con los fundadores y la historia local. En tanto, las otras temáticas que generan atracción son las piezas paleontológicas, en su mayoría extraídas del cerro Chenque. Estas cuentan con más de 260 millones de años de antigüedad. La última sección dedicada a las Ciencias Naturales permite conocer en detalle la flora y fauna autóctona de la región.
Actualmente, la Secretaría de Cultura municipal planea acciones para la generación de nuevos recorridos interactivos, a fin de posicionarlo como el más importante de la zona. Además, el museo se sigue alimentado de las donaciones de los ciudadanos que aportan a sus diferentes temáticas.

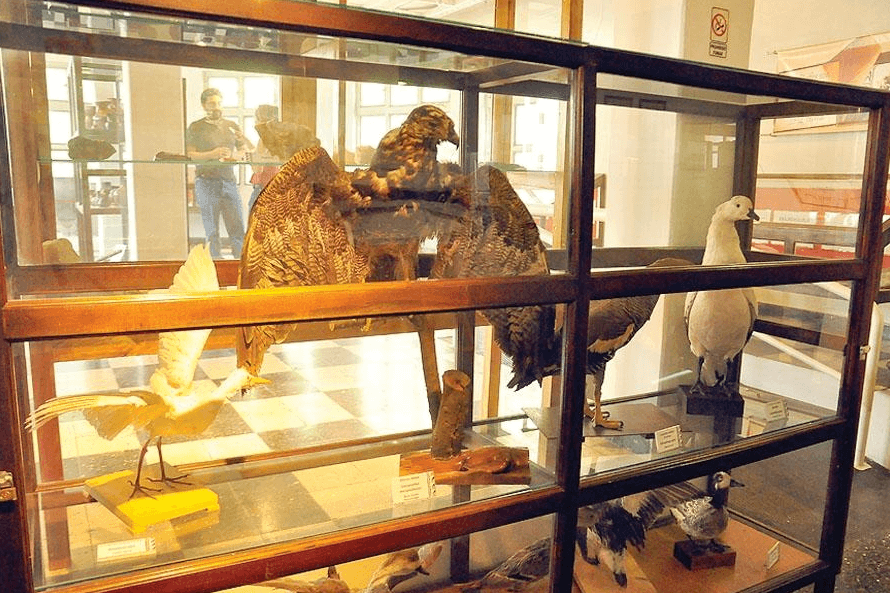
Exposición de animales embalsamados en la sección de fauna regional.

## Edificio e historia
El museo fue creado tras la donación de Garcés realizada el 28 de junio de 1948 hacia la entonces Gobernación Militar de Comodoro Rivadavia a cargo del gobernador Armando Raggio, con el objetivo de que en el lugar se exponga la muestra regional. Para terminar de consolidar al museo las autoridades militares mandaron a construir el edificio histórico ubicado  en Yrigoyen 650. El mismo fue pensado como  el único edificio neoclásico que existe en la ciudad y copia un poco más pequeña del Museo de La Plata. No obstante, el edificio fue acabado y nunca entregado al museo. Primero fue ocupado por las autoridades de la gobernación y luego por el Poder Judicial no llegando a albergar al museo pese a ser destino desde su creación para el fin de ser un espacio cultural. Durante este primer extenso periodo, el museo estuvo dirigido y asistido por Matilde Diez y el profesor Antonio Garcés. Ambos nunca dejaron de reclamar a las autoridades que se entregue el edificio original. Sin embargo, murieron sin ver la obra original culminada. En tanto, Matilde Diez fue la que sostuvo la institución durante 54 años y contó con la colaboración de Berta Jones, primera arqueóloga del museo.
Ante la falta de espacio, recién en los años 1980 fue trasladado al actual edificio histórico de Baños Públicos. La estructura que ocupa el museo se destaca por su arquitectura, función histórica y ubicación se destaca notalmente en el centro de Comodoro. Fundado en 1944 sobre uno de los bulevares de la avenida es uno los pocas edificaciones que se levantaron en estos espacios atípicos. La importante obra fue inaugurada en 1950 como respuesta ante la falta de agua que el pueblo de comodoro Rivadavia sufre históricamente.
Tras la jubilación de Matilde Diez a fines de 2003, cuando estuvo museo estuvo prácticamente por cerrarse; al punto de casi perder la muestra. Sin embargo. las nuevas autoridades pudieron normalizar y organizar el espacio. En 2005 por su más de 50 años frente la museo Matilde fue reconocida como directora honorífica del museo. Además, cuando falleció en 2020 fue recordada por la comunidad como un pilar del museo en lo histórico y científico.
Para 2022 la municipalidad homenajeó a Matilde Diez, mediante la ordenanza N.º 16.028/22, cuando designó al boulevard donde se asienta el edificio del museo que ubicado en avenida Bernardino Rivadavia entre las calles Chacabuco y Francia.
En cada aniversario sus autoridades continúan reclamando por su edificio original que se encuentra en donde actualmente funciona el Poder Judicial de Chubut. Cada año se hace una nota en la que peticiona a la provincia que devuelva el edificio. En 2004 se hizo una ordenanza para que el edificio pase a manos del municipio y desde octubre de 2023, Banfi y el ex intendente Luque firmaron un acuerdo para la recuperación del mismo por parte del estado municipal. Los encargados del museo ante la falta de respuesta de las autoridades ya no piden por el edificio entero. En cambio, piden la restitución del área de biblioteca para poder instalar una gran cantidad de piezas y realizar actividades con instituciones educativas que se ven muy restringidas en al actual ubicación del edificio. Hoy en día, el reclamo sigue intacto hoy en día ya que el museo se ve gravemente limitado por la falta de lugar para recibir contingentes de estudiantes y por problemas edilicios.
En la actualidad, el museo cuenta con un equipo técnico interdisciplinar en las distintas áreas temáticas  que defiende, protege, investiga, asesora  y da a conocer a toda la comunidad, el valor patrimonial y cultural.

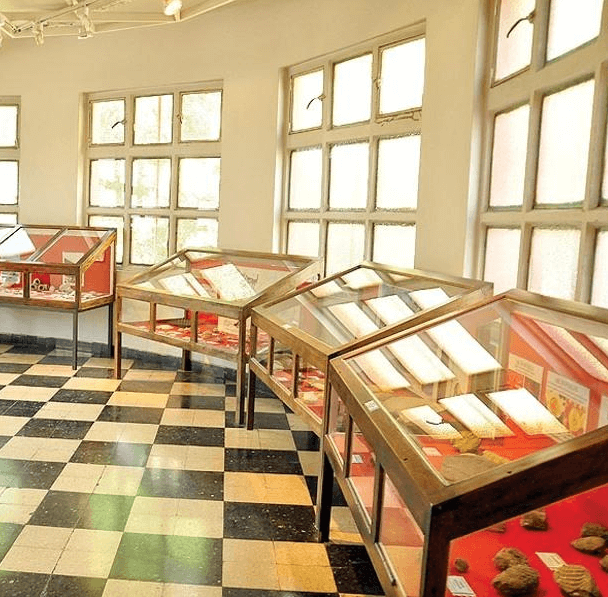
Exposición paleontológica en sus clásicas vitrinas vidriadas. Nótese lo singular del diseño de sus piso y ventanas que se conservan de los baños públicos.
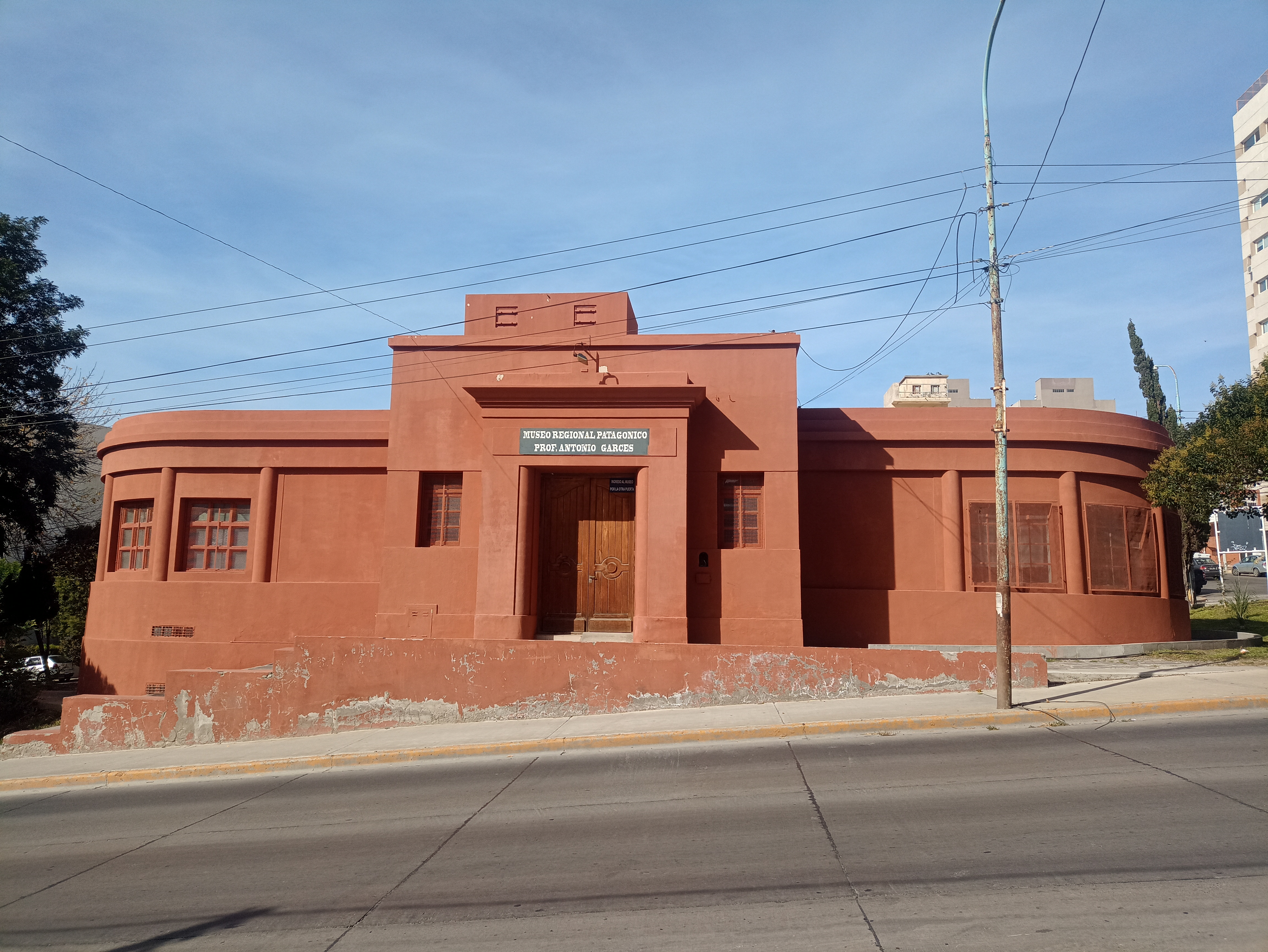
Fachada posterior del edificio histórico ocupado por el museo.
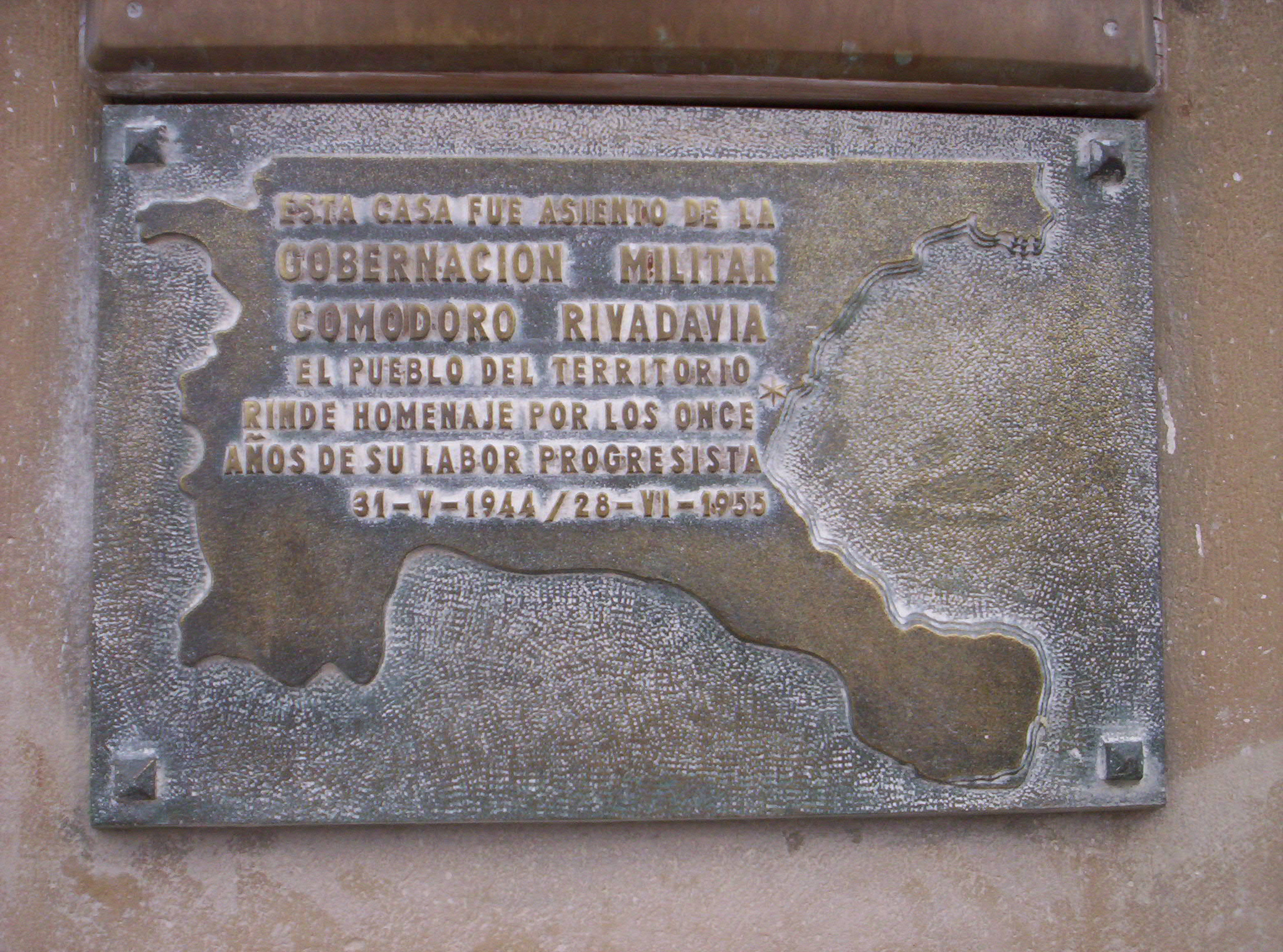
Homenaje a la antaña gobernación militar en edificio que debió ser museo y q albergó autoridades provinciales y judiciales solamente.
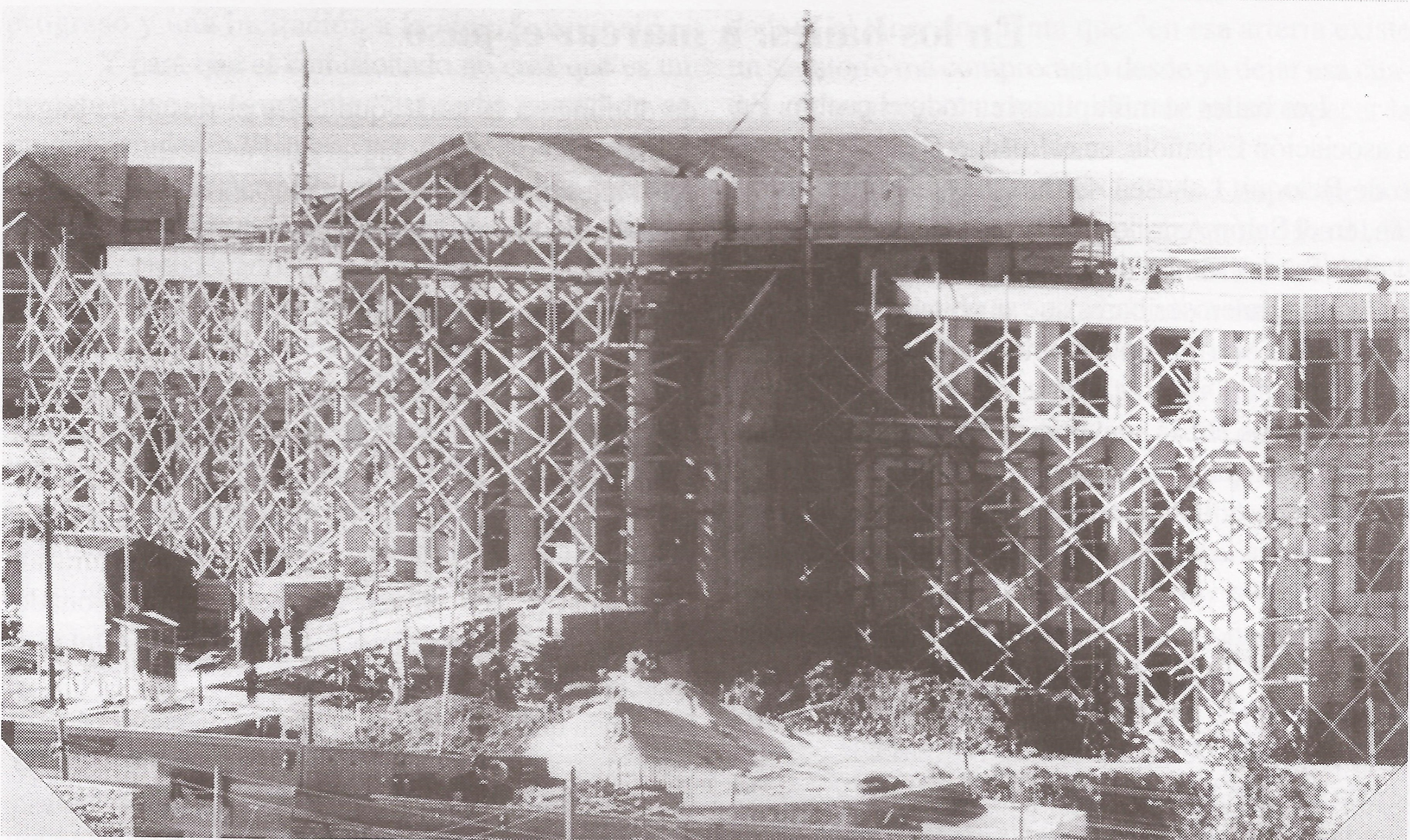
Construcción del edificio que debió ser para el Museo Regional Patagónico Profesor Antonio Garcés y acabó como sede de la Gobernación Militar hacia 1951.